# Anne Happy
Anne Happy♪ (あんハピ♪ Anhapi♪?), también conocida como Unhappy Go Lucky!, es una serie de manga de comedia escrita e ilustrada por Cotoji. Una adaptación a serie de anime se emitió entre abril y junio de 2016.

## Argumento
La Academia Tennogofune (天之御船学園 Tennomifune Gakuen?) es una escuela élite donde los estudiantes entrenan en varias asignaturas, tales como artes o deportes. Es eso, excepto por los estudiantes de la Clase 1-7 también conocidos como la "Clase de la Felicidad" quienes han sido considerados "desafortunados" y deben intentar superar su propia mala suerte y obtener la felicidad. La serie sigue a Anne "Hanako" Hanakoizumi, quien tiene una terrible suerte, y sus compañeros de clases Ruri, Botan, Hibiki y Ren, quienes tienen su propia mala suerte y como ellos tratan de conseguir su propia felicidad.

## Personajes

### Principales
Anne Hanakoizumi (花小泉 杏 Hanakoizumi An?) / Hanako (はなこ?)
Seiyū: Yumiri Hanamori
Una chica alegre quien tiene una actitud positiva a pesar de tener muy mala suerte en todo. Ella adora a los animales pero es constantemente atacada por ellos.
Ruri Hibarigaoka (雲雀丘 瑠璃 Hibarigaoka Ruri?) / Hibari (ヒバリ?)
Seiyū: Haruka Shiraishi
Una chica cuidadosa quien parece ser completamente normal aunque con una extraña obsesión romántica con la mascota de un signo de construcción.
Botan Kumegawa (久米川 牡丹 Kumegawa Botan?) / Botan (ぼたん?)
Seiyū: Kiyono Yasuno
Una chica frágil quien se hiere demasiado fácil. Siendo la hija de un doctor, es eficiente en el tratamiento de sus heridas. Ella también tiene un aura negativa y se deprime acerca de las cosas más pequeñas.
Hibiki Hagyū (萩生 響 Hagyū Hibiki?) / Hibiki (ヒビキ?)
Seiyū: Hibiku Yamamura
Una chica con un terrible sentido de la dirección quien se pierde sencillamente. Está enamorada de su amiga de la infancia Ren y es hostil hacia las chicas quienes se acercan a ella.
Ren Ekoda (江古田 蓮 Ekoda Ren?) / Ren (レン?)
Seiyū: Mayu Yoshioka
La amiga de la infancia de Hibiki, quien tiene una extraña condición en la cual hembras de cualquier especie se ven indiscriminadamente atraídas hacia ella.

### Otros
Kodaira (小平?)
Seiyū: Yumi Hara
La maestra de aula de la Clase 1-7
Timothy (チモシー Chimoshī?)
Seiyū: Chitose Morinaga
Un conejo sirviente robótico quien sirve como guía en la escuela.
Tsubaki Sayama (狭山 椿 Sayama Tsubaki?)
Seiyū: Chitose Morinaga
Una estudiante con anciedad social, y aquel que controla a Timothy.
Saginomiya (鷺宮?)
La maestra de aula de la Clase 1-1, quien no esta de acuerdo con los métodos de la Clase 1-7.
Sakura Hanakoizumi (花小泉 桜 Hanakoizumi Sakura?)
Seiyū: Yūko Gibu
La madre de Anne, quien sufre una cantidad de mala suerte similar a la de su hija.
Director (校長 Kōchō?)
Seiyū: Hiroshi Naka
El director (líder de los profesores) de la Academia Tennogofune.

## Media

### Manga
Cotoji comenzó a serializar el manga en la edición de febrero del 2013 de la revista Manga Time Kirara Forward de Houbunsha, vendida en diciembre del 2012.

#### Volúmenes
| Núm. | Fecha de publicación    | ISBN                   |
| ---- | ----------------------- | ---------------------- |
| 1    | 12 de julio del 2013    | ISBN 978-4-8322-4319-4 |
| 2    | 12 de mayo de 2014      | ISBN 978-4-8322-4441-2 |
| 3    | 12 de diciembre de 2014 | ISBN 978-4-8322-4501-3 |
| 4    | 13 de julio de 2015     | ISBN 978-4-8322-4587-7 |
| 5    | 12 de abril de 2016     | ISBN 978-4-8322-4684-3 |
| 6    | 11 de junio de 2016     | ISBN 978-4-8322-4703-1 |

### Anime
Una adaptación a anime animada por Silver Link, dirigida por Shin Ōnuma y escrita por Hitoshi Tanaka, con diseño de los personajes por Miwa Oshima. La serie se estrenó el 7 de abril de 2016 y fue transmitida en AT-X, Crunchyroll, Tokyo MX, Sun TV, KBS Kyoto y BS Fuji. El opening es "Punch Mind Happiness" y el ending es "Ashita de Ii Kara" (明日でいいから, lit. Lo Hare Mañana), ambos interpretados por Happy Clover, un grupo que consiste de Yumiri Hanamori, Haruka Shiraishi, Kiyono Yasuno, Hibiku Yamamura, y Mayu Yoshioka.

#### Lista de episodios
| Núm. | Título | Fecha de emisión    |
| ---- | --- | ------------------- |
| 1    | "7 de abril: Un desafortunado primer día de clases" "Shigatsu Nanoka: Fukō na Nyūgaku Shonichi" (4月7日 不幸な入学初日)                    | 7 de abril de 2016  |
| 2    | "11 de abril: El examen físico del tecnológico superior" "Shigatsu Jū-ichi-nichi: Haiteku na Shintai Sokutei" (4月11日 ハイテクな身体測定) | 14 de abril de 2016 |
| 3    | "28 de abril: Mi primer entrenamiento de felicidad" "Shigatsu Ni-jū-hachi-nichi: Hajimete no Kōfuku Jitsugi" (4月28日 はじめての幸福実技)  | 21 de abril de 2016 |
| 4    | "29 de abril: Misterioso juego de penalidad" "Shigatsu Ni-jū-ku-nichi: Nazonazo na Batsu Gēmu" (4月29日 ナゾナゾな罰ゲーム)                | 28 de abril de 2016 |
| 5    | "9 de mayo: Perderse de camino a la escuela" "Gogatsu Kyū-nichi: Maigo no Tōkō Fūkei" (5月9日 迷子の登校風景)                              | 5 de mayo de 2016   |
| 6    | "30 de mayo: Un viaje de campo con todos" "Gogatsu San-jū-nichi: Minna de Ensoku" (5月30日 みんなで遠足)                                   | 12 de mayo de 2016  |
| 7    | "28 de junio: Visitando a Hanako" "Rokugatsu Ni-jū-hachi-nichi: Hanako no Omimai" (6月28日 はなこのお見舞い)                               | 19 de mayo de 2016  |
| 8    | "11 de julio: Enfrentando los exámenes finales" "Shichigatsu Jū-ichi-nichi: Tatakau Kimatsu Shiken" (7月11日 戦う 期末試験)                | 26 de mayo de 2016  |
| 9    | "13 de julio: Una lección de grupo tormentosa" "Shichigatsu Jū-san-nichi haran no gōdō jugyō" (7月13日 波乱の合同授業)                     | 2 de junio de 2016  |
| 10   | "20 de julio: Nuestras vacaciones de verano" "Shichigatsu Hatsuka: Watashitachi no Natsuyasumi" (7月20日 私たちの夏休み)                   | 9 de junio de 2016  |
| 11   | "18 de agosto: Una tormentosa escuela exterior" "Hachigatsu Jū-hachi-nichi: Arashi no Rinkan Gakkō" (8月18日 嵐の林間学校)                 | 16 de junio de 2016 |
| 12   | "19 de agosto: Una feliz escuela exterior" "Hachigatsu Jū-kyū-nichi: Shiawase na Rinkan Gakkō" (8月19日 幸せな林間学校)                    | 23 de junio de 2016 |